# Список правителів Чорногорії

Сучасний Герб Чорногорії

Правителі Чорногорії відомі з X століття. У список включені правителі феодальних утворень, розташованих на території Чорногорії з X століття, коли на її території сформувалася держава Дукля, і до 1918 року, коли Чорногорія увійшла до складу Королівства сербів, хорватів і словенців, а також президенти Республіки Чорногорії.

## Дукля
У другій половині X століття на території сучасної Чорногорії формується князівство Дукля, залежне від Візантії. На чолі держави стала династія Властимировичів (Петровичів), на початку XI століття змінена Воїславовичами. При Воїславовачах Дукля здобула незалежність від Візантії (середина XI століття). У цей час для назви держави все частіше починає вживатися слово Зета (можливо, від давньослов. Жнець). В 1077 році князь Михайло Воїславович прийняв титул короля. Близько 1101 року після смерті Костянтина Бодіна королівство розпалося на три незалежні частини — Дуклю (Зету), Рашку і Боснію. Держава Дукля припинила своє існування в 1186 році після припинення династії Воїславовичів і було приєднано до князівства Рашка.

## Зета
В 1356 році в ході розпаду Сербського царства (до 1346 року — Рашка) утворилося князівство Зета, на чолі якого стала династія Балшичів. В 1421 році після смерті Балши III князівство було приєднано до Сербської деспотії. В 1439 році Зета стала протекторатом Венеції. У цей час в регіоні надзвичайно посилюється місцевий феодальний рід Черноєвичів. В 1451 році князівство Зета на чолі з Стефаном I Черноєвичем знову стає незалежним від Сербії. В 1482 році князь Іван I Черноєвич переніс столицю в місто Цетинє. У цей час як назва держави все частіше починає вживатися слово Чорногорія (серб. Црна Гора). В 1499 році Османська імперія підпорядкувала собі практично всю територію Чорногорії, яка, проте, незабаром отримала значну автономію (1513). Династія Черноєвичів управляла країною ще до 1516 року, коли останній князь Дюрад V Черноєвич через постійні турецькі напади емігрував в Італію.

## Чорногорська (Цетинська) митрополія

### Митрополити-владики
З 1516 по 1852 рік Чорногорія була теократичною монархією, нею управляли митрополити-владики, але світськими справами при них до 1697 року займалися спеціально призначені гувернадури.
| №  | Ім'я                           | Роки правління | Коментар                           |
| -- | ------------------------------ | -------------- | ---------------------------------- |
| 1  | Вавила                         | 1516-1520      | Митрополит Чорногорії з 1493 року. |
| 2  | Герман II                      | 1520-1530      |                                    |
| 3  | Павло                          | 1530-1532      |                                    |
| 4  | Василь I                       | 1532-1540      |                                    |
| 5  | Никодим                        | бл. 1540       |                                    |
| 6  | Роміл                          | 1540-1559?     |                                    |
| 7  | Макарій                        | 1560?-1561?    |                                    |
| 8  | Діонісій                       | бл. 1558       |                                    |
| 9  | Руфім I                        | 1561-1569      |                                    |
| 10 | Пахомій II Команін             | 1569?-1579?    |                                    |
| 11 | Герасим                        | 1575?-1582     |                                    |
| 12 | Веніамін                       | 1582-1591      |                                    |
| 13 | Никанор                        | 1591-1593      | Спільно з владикою Стефаном.       |
| 14 | Стефан                         | 1591-1593      | Спільно з владикою Никанором.      |
| 15 | Руфим II Больєвич-Негош        | 1593-1636?     |                                    |
| 16 | Мардарий I Корнечанин          | 1639?-1662?    |                                    |
| 17 | Віссаріон II                   | 1649?-1659?    |                                    |
| 18 | Руфим III Больєвич             | 1662?-1685     |                                    |
| 19 | Василь II Велікрасич           | бл. 1685       |                                    |
| 20 | Віссаріон III Борілович-Байцим | 1685?-1692?    |                                    |
| 21 | Сава I Калудьєрович (Очінич)   | 1694-1697      |                                    |

### Петрович-Негош
В 1697 році митрополит-владика Данило Негош об'єднав в своїх руках духовну і світську владу і почав передавати її у спадок, заснувавши династію Петровичів-Негошів.
| № | Ім'я                      | Портрет                   | Народився         | Помер           | Роки правління | Коментар |
| - | ------------------------- | ------------------------- | ----------------- | --------------- | --- | --- |
| 1 | Данило I Петрович-Негош   | Данило I Петрович-Негош   | бл. 1670          | 11 січня 1735   | 1697 — 11 січня 1735 | Засновник династії Петровичів-Негошів. Встановив політичні зв'язки з Росією (1711). Боровся з племінним сепаратизмом, створив судовий орган, що складався з 12 племінних старійшин (1713). При ньому Чорногорія брала участь в російсько-турецькій війні 1710—1713 років. |
| 2 | Сава II Петрович-Негош    | Сава II Петрович-Негош    | 18 січня 1702     | 9 березня 1782  | 22 січня 1735–1750 одноосібно; 1750 — 10 березня 1766 співправитель двоюрідного брата Василя III; 10 березня 1766 — 2 листопада 1767 одноосібно; 2 листопада 1767 — жовтень 1773 співправитель Стефана Малого; жовтні 1773–1781 одноосібно; 1781 — 9 березня 1782 співправитель Арсенія Пламенаца; | Племінник Данила Петровича-Негоша. Співправитель Василя Петровича-Негоша та Стефана Малого. Наприкінці життя висунув як свого наступника Арсенія Пламенаца. |
| 3 | Василь III Петрович-Негош | Василь III Петрович-Негош | 1709              | 10 березня 1766 | 1750 — 10 березня 1766 співправитель двоюрідного брата Сави II; | Племінник Данила Петровича-Негоша. Співправитель Сави Петровича-Негоша. |
| 4 | Стефан (Шчепан) Малий     |                           | ?                 | Жовтень 1773    | 2 листопада 1767 — жовтень 1773 співправитель Сави II; убитий греком Станко Класомуньє, підкупленим турецьким пашею ; | Самозванець, що видавав себе за російського імператора Петра III. Співправитель Сави Петровича-Негоша. Успішно боровся з турецькою і венеційською експансією, прагнучи підтримувати мир у країні. Провів судову реформу, відокремив церкву від держави. |
| 5 | Арсеній Пламенац          |                           | ?                 | 15 травня 1784  | 1781 — березень 1782 співправитель Сави II; березні 1782 — 15 травня 1784 його владу оскаржував Петро I; | Зять Данила Петровича- Негоша. Сава Петрович-Негош висунув його як свого наступника. Після смерті владики боровся за митрополичий престол з Петром Петровичем-Негош. |
| 6 | Петро I Петрович-Негош    | Петро I Петрович-Негош    | 1748              | 18 жовтня 1830  | березень 1782 — 15 травня 1784 його владу оскаржував Арсеній Пламенац; ' 15 травня 1784 — 18 жовтня 1830' одноосібно; | Племінник Василя Петровича-Негоша. Після смерті Сави Петровича-Негоша оскаржував владу Арсенія Пламенаца, до смерті останнього в 1784 році. Керував боротьбою чорногорського народу за звільнення від турецького панування в ході російсько-турецької війни 1806—1812 років. При ньому Чорногорія домоглася фактичної самостійності (1796). Боровся з племінним сепаратизмом, зміцнював державну владу, видав «Законник» (1798). Зарахований до лику святих під ім'ям Петра Цетинського. |
| 7 | Петро II Петрович-Негош   | Петро II Петрович-Негош   | 13 листопада 1813 | 31 жовтня 1851  | 31 жовтня 1830 — 31 жовтня 1851 | Племінник Петра I Петровича-Негоша. Поет і просвітитель. Боровся за незалежність Чорногорії від Туреччини, спиняв племінний сепаратизм в країні, провів розмежування черногорско-австрійського кордону. У зовнішній політиці орієнтувався на Росію. |
| 8 | Данило II Петрович-Негош  | Данило II Петрович-Негош  | 25 травня 1826    | 1 серпня 1860   | листопад 1851 — 1 березня 1852 | Внучатий племінник Петра I Петровича-Негоша. 1 березня 1852 року перетворив країну в світську монархію, знявши з себе сан митрополита і прийнявши титул князя. |

## Князівство Чорногорія
| № | Ім'я                    | Портрет                 | Народився      | Помер          | Роки правління                                                          | Коментар |
| - | ----------------------- | ----------------------- | -------------- | -------------- | ----------------------------------------------------------------------- | --- |
| 1 | Данило I Петрович-Негош | Данило I Петрович-Негош | 25 травня 1826 | 1 серпня 1860  | 1 березня 1852 — 1 серпня 1860 убитий чорногорським емігрантом Кадічем; | перетворив країну в світську монархію (1852). Реорганізував державний апарат і армію, обмежив племінний сепаратизм. Видав «Загальний законник чорногорський» (1855). Добивався міжнародного визнання суверенітету Чорногорії. При ньому Чорногорія брала участь у війні з Османської імперією, розбивши її війська в битві при Грахова (1858).                          |
| 2 | Нікола I Петрович-Негош | Нікола I Петрович-Негош | 7 жовтня 1860  | 1 березня 1921 | 1 серпня 1860 — 28 серпня 1910                                          | Племінник Данила I Петровича-Негоша. Проводив політику, спрямовану на зміцнення самодержавства, хоча був змушений під тиском громадського руху прийняти конституцію (1905). У зовнішній політиці орієнтувався головним чином на Росію. При ньому Чорногорія брала участь у війнах проти Османської імперії (1862, 1876-1878). 28 серпня 1910 року прийняв титул короля. |

## Королівство Чорногорія
| № | Ім'я                    | Портрет                 | Народився     | Помер          | Роки правління                     | Коментар |   |
| - | ----------------------- | ----------------------- | ------------- | -------------- | ---------------------------------- | --- | - |
| 1 | Нікола I Петрович-Негош | Нікола I Петрович-Негош | 7 жовтня 1860 | 1 березня 1921 | 28 серпня 1910 — 26 листопада 1918 | Прийняв титул короля (1910). При ньому Чорногорія брала участь в Балканських війнах (1912-1913), Першої світової війни (1914-1918) У січні 1916 року, після окупації Чорногорії Австро-Угорщиною, втік до Франції, але продовжував претендувати на трон до своєї смерті. | - |

## Чорногорія у складі Югославії
26 листопада 1918 року Чорногорія офіційно увійшла до складу Королівства Сербів, Хорватів і Словенців, а 3 жовтня 1929 стала частиною Королівства Югославія. З 12 червня 1941 року по 1943 рік Чорногорія була окупована військами держав фашистського блоку, країна була оголошена королівством-сателітом Італії. В 1944 році територія країни була повністю звільнена від окупантів.
Після закінчення Другої світової війни Чорногорія стала частиною Федеративної Народної Республіки Югославія (29.11.1945), потім отримала статус Народної республіки в її складі (31.01.1946). Після перетворення ФНРЮ в Соціалістичну Федеративну Республіку Югославію, Чорногорія стала Соціалістичною республікою у складі СФРЮ (07.07.1963).
З 28 квітня 1992 року по 4 лютого 2003 року Республіка Чорногорія була членом федерації Союзна Республіка Югославія, потім була учасником конфедеративного союзу Сербія і Чорногорія (04.02.2003-03.06.2006).

## Республіка Чорногорія
3 червня 2006 року парламент Чорногорії за підсумками референдуму проголосив незалежність країни. Першим президентом незалежної республіки в 2008 році став Філіп Вуянович.